# Voyennes
Voyennes est une commune française située dans le département de la Somme, en région Hauts-de-France. Elle fait partie de la communauté de communes de l'Est de la Somme.

## Géographie

### Localisation
La commune est un bourg picard rural, situé entre Nesle et Ham.
La ligne d'Amiens à Laon traverse le sud du territoire communal. La gare de Voyennes-Hombleux a été fermée en 1973 à cause d'un nombre insuffisant de voyageurs aux yeux de la SNCF.

#### Communes limitrophes
| Villecourt    | Matigny  | Matigny, Offoy |
| Rouy-le-Grand | Voyennes | Offoy          |
| Rouy-le-Petit | Hombleux | Hombleux       |

### Hydrographie

#### Réseau hydrographique
La commune est située dans le bassin Artois-Picardie. Elle est drainée par le fleuve Somme, la Somme canalisée, l'Allemagne et divers autres petits cours d'eau.
La Somme est un fleuve du nord de la France, en région Hauts-de-France, qui traverse les deux départements de l'Aisne et de la Somme. Il prend sa source dans la commune de Fonsomme et se jette  dans la Manche par la baie de Somme entre Le Crotoy et Saint-Valery-sur-Somme.
Le canal de la Somme, construit entre 1770 et 1827, et mis au gabarit Freycinet en 1880, est long 170 km. Il débute à Saint-Simon où il touche au canal de Saint-Quentin et débouche dans la baie de Somme. En raison d'un envasement croissant, le canal de la Somme n'est plus navigable de Saint-Simon à Offoy, depuis 2000 pour la navigation de commerce et 2004 pour tout bateau. Voyennes se situe au confluent avec ce canal de la Somme et du canal du Nord à gabarit supérieur permettant le passage de péniches de 900 tonnes ouvert en 1965. Un tronçon de  20 km de Voyennes à Péronne a été élargi au gabarit du canal du Nord. La liaison avec le canal du Nord devient alors le seul débouché pour les péniches. Dans les années 1960, 300 000 tonnes de marchandises transitaient encore par le canal de la Somme : betteraves acheminées vers les sucreries, céréales, engrais, charbon, etc. Depuis, le trafic marchand n'a cessé de décroître, laissant place aux bateaux des plaisanciers.
L'Allemagne, d'une longueur de 13 km, prend sa source dans la commune de Fréniches et se jette  dans la Somme canalisée sur la commune, après avoir traversé sept communes.

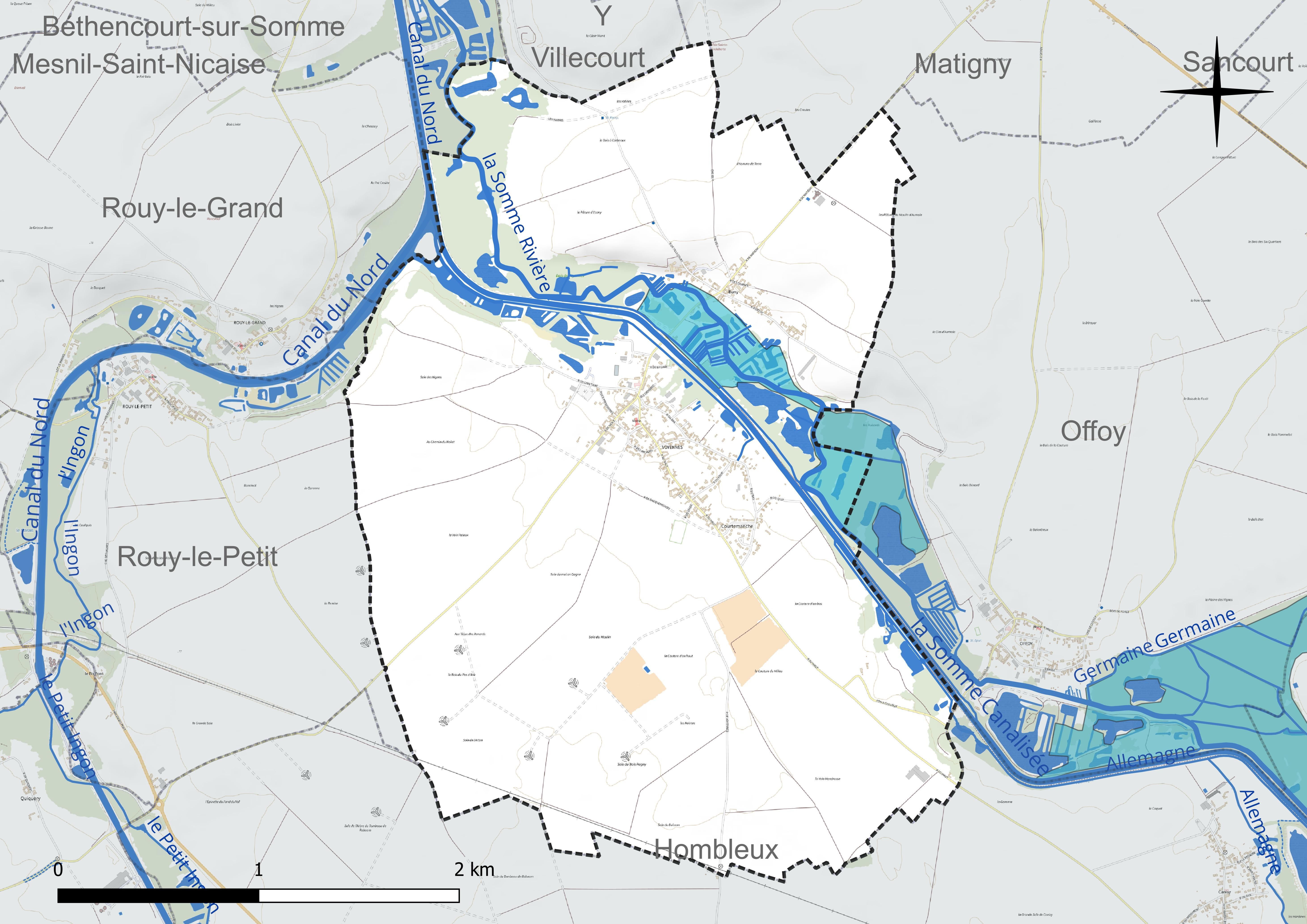
Réseau hydrographique de Voyennes.

#### Gestion et qualité des eaux
Le territoire communal est couvert par le schéma d'aménagement et de gestion des eaux (SAGE) « Haute Somme ». Ce document de planification concerne un territoire de 1 798 km2 de superficie, délimité par le bassin versant de la Haute Somme est constitué d'un réseau hydrographique complexe de cours d'eau, de marais, d'étangs et de canaux. Le périmètre a été arrêté le 21 avril 2006 et le SAGE proprement dit a été approuvé le 15 juin 2017. La structure porteuse de l'élaboration et de la mise en œuvre est le syndicat mixte d'aménagement hydraulique du bassin versant de la Somme (AMEVA).
La qualité des cours d'eau peut être consultée sur un site dédié géré par les agences de l'eau et l'Agence française pour la biodiversité.

### Climat
Pour des articles plus généraux, voir Climat des Hauts-de-France et Climat de la Somme.
En 2010, le climat de la commune est de type climat océanique dégradé des plaines du Centre et du Nord, selon une étude du CNRS s'appuyant sur une série de données couvrant la période 1971-2000. En 2020, Météo-France publie une typologie des climats de la France métropolitaine dans laquelle la commune est exposée à un climat océanique et est dans la région climatique Nord-est du bassin Parisien, caractérisée par un ensoleillement médiocre, une pluviométrie moyenne régulièrement répartie au cours de l'année et un hiver froid (3 °C).
Pour la période 1971-2000, la température annuelle moyenne est de 10,5 °C, avec une amplitude thermique annuelle de 15,1 °C. Le cumul annuel moyen de précipitations est de 690 mm, avec 11,1 jours de précipitations en janvier et 8,9 jours en juillet. Pour la période 1991-2020, la température moyenne annuelle observée sur la station météorologique la plus proche, située sur la commune d'Estrées-Mons à 12 km à vol d'oiseau, est de 11,0 °C et le cumul annuel moyen de précipitations est de 647,5 mm,. Pour l'avenir, les paramètres climatiques de la commune estimés pour 2050 selon différents scénarios d'émission de gaz à effet de serre sont consultables sur un site dédié publié par Météo-France en novembre 2022.

## Urbanisme

### Typologie
Au 1er janvier 2024, Voyennes est catégorisée commune rurale à habitat dispersé, selon la nouvelle grille communale de densité à sept niveaux définie par l'Insee en 2022.
Elle est située hors unité urbaine et hors attraction des villes,.

### Occupation des sols
L'occupation des sols de la commune, telle qu'elle ressort de la base de données européenne d'occupation biophysique des sols Corine Land Cover (CLC), est marquée par l'importance des territoires agricoles (79 % en 2018), une proportion sensiblement équivalente à celle de 1990 (79,5 %). La répartition détaillée en 2018 est la suivante : 
terres arables (73,8 %), zones urbanisées (8,4 %), forêts (8,3 %), zones agricoles hétérogènes (5,2 %), eaux continentales (4,2 %). L'évolution de l'occupation des sols de la commune et de ses infrastructures peut être observée sur les différentes représentations cartographiques du territoire : la carte de Cassini (XVIIIe siècle), la carte d'état-major (1820-1866) et les cartes ou photos aériennes de l'IGN pour la période actuelle (1950 à aujourd'hui).

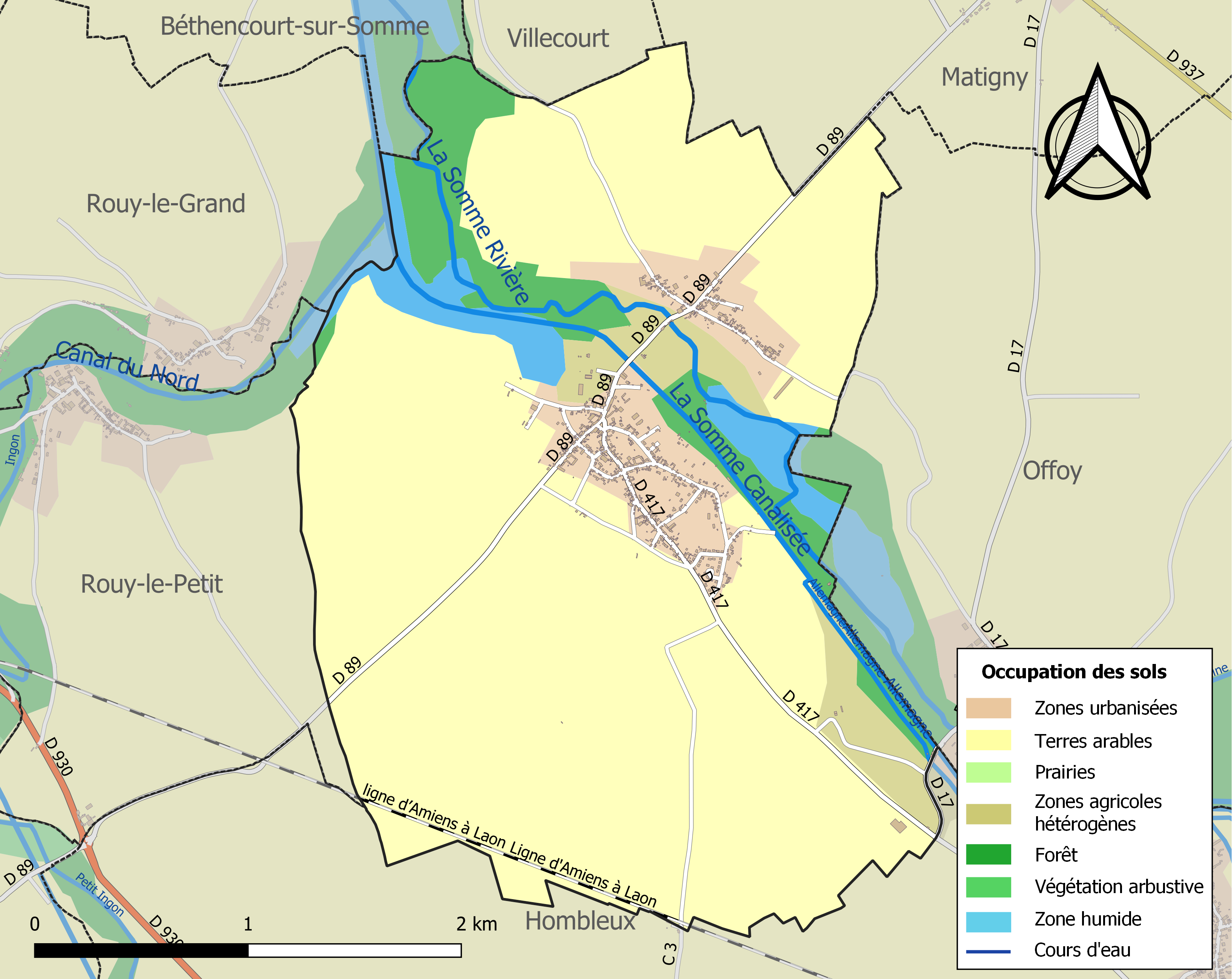
Carte des infrastructures et de l'occupation des sols de la commune en 2018 (CLC).

### Voies de communication et transports
La localité est desservie par les autocars du réseau inter-urbain Trans'80, Hauts-de-France (ligne no 52, Nesle - Hombleux - Ham).

## Toponymie
Le nom de la localité est attesté sous les formes Vienna (1055) ; Voiana (1140-1151) ; Voienna (1179) ; Voienne (1226-1241) ; Voiane (1230) ; Voyane (1248) ; Voniane (1230) ; Voenne (1254) ; Voissena (1230) ; Voyenne (1343) ; Voyennes (1512) ; Voyen (1579) ; Voyene (1733).

## Histoire

### Époque gallo-romaine
Quelques ossements et armures de l'époque gallo-romaine ainsi que des documents ont été mis au jour dans le village[réf. nécessaire].
Un cimetière gallo-romain a été signalé sur le territoire de Voyennes[réf. nécessaire]. Le lieu exact de son implantation n'a pas été découvert.

### Moyen Âge
En 1415, le roi Henry V d'Angleterre passe la Somme à Voyennes, avant la funeste journée d'Azincourt.

### Les Templiers
Plusieurs sources[Lesquelles ?] confirment la présence d'un fort templier sur le territoire de Voyennes : « En 1182, le chapitre de Noyon avait acensé à Nivelon de Montdidier, maître du Temple dans le diocèse de Noyon (il n'y avait pas encore de baillie de Vermandois), ses moulin, chaussée et pêcheries de Voyennes, moyennant dix muids de froment et 40 sols de monnaie de Vermandois. Les frères du Temple s'engageaient à payer le cens convenu, à Noyon, le transport du grain étant à leur charge, et à souffrir le libre passage sur la chaussée des chevaux, des voitures à deux et quatre chevaux et autres véhicules du chapitre. Quant aux chanoines, ils devaient veiller à ce que leurs hommes allassent au moulin des Templiers et non à un autre ».
Aujourd'hui, les Templiers laissent leur nom à une impasse, à un chemin pédestre et une association dans la commune fait découvrir leur mode de vie.

### Temps modernes et contemporains

#### La cité d'eau
Voyennes est une cité d'eau, le canal de la Somme, la rivière Somme, les étangs et marais sont représentatifs de ce village.

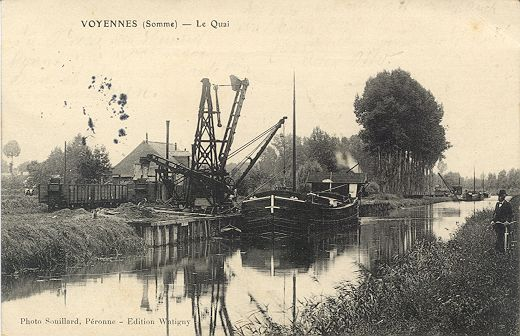
Port de marchandises de Voyennes, avec le tortillard sur les quais.

Les nombreux maraîchers en activité au début du siècle précédent ont marqué de leur présence l'activité économique du village.
Les hardines (nom donné aux jardins de marais à l'est de la Somme) ont fait vivre de longues années les familles de maraîchers de la région.
La plupart des productions des marais étaient vouées à l'exportation via le canal (transport par bateau à cheval) ou par le tortillard en gare de Voyennes, situé de l'autre côté du pont du canal.
Concernant la construction du canal de la Somme, les travaux commencent en 1786 mais doivent être interrompus dès 1793 devant les difficultés techniques (impossibilité de fonder les écluses dans le lit d'alluvions). Les travaux ne reprennent que sur ordre de Bonaparte en 1802, qui envisage de faire de Saint-Valery-sur-Somme un port de guerre ; ils se poursuivent en 1810 avec emploi de prisonniers de guerre espagnols aux travaux de terrassement. 
Sous la Restauration, la concession est attribuée en 1822 par décret au banquier Pierre-Urbain Sartoris († 1833), qui envisage le doublement de la rivière par un canal maritime jusqu'à Saint-Valery-sur-Somme.
En 1827, Charles X inaugure lui-même le canal de la Somme qui sera achevé, tel que nous le connaissons aujourd'hui.

#### Le Tortillard
Source : https://www.vivre-a-falvy.fr/pages/histoire/citations-anecdotes-et-recits/reseau-ferroviaire.html

#### Première Guerre mondiale
La Première Guerre mondiale a amené l'occupant à manifester une forte présence à Voyennes. Plusieurs cartes postales éditées par les Allemands illustrent cette période de l'histoire du village.
Au cours de cette même période, le village a payé un lourd tribut à cette guerre ; les cimetières militaires provisoires et les ruines de l'époque en témoignent.
Le village est considéré comme détruit à la fin de la guerre.
Il a été décoré de la Croix de guerre 1914-1918 le 27 octobre 1920.

#### Seconde Guerre mondiale
Voyennes, occupée une fois de plus pendant la Seconde Guerre mondiale, fut libérée par les alliés le 21 septembre 1944.

## Politique et administration

### Rattachements administratifs et électoraux
La commune se trouve dans l'arrondissement de Péronne du département de la Somme. Pour l'élection des députés, elle fait partie depuis 2012 de la cinquième circonscription de la Somme.
Elle faisait partie depuis 1793 du canton de Nesle. Dans le cadre du redécoupage cantonal de 2014 en France, la commune intègre le canton de Ham, dont elle est désormais membre.

### Intercommunalité
La commune  faisait partie de la communauté de communes du Pays Neslois (CCPN), créée fin 2001, et qui succédait au district de Nesle, créé par arrêté préfectoral du 22 mai 1964.
La loi portant nouvelle organisation territoriale de la République (Loi NOTRe) du 7 août 2015, prévoyant que les établissements publics de coopération intercommunale (EPCI) à fiscalité propre doivent avoir un minimum de 15 000 habitants, le schéma départemental de coopération intercommunale (SDCI) arrêté par le préfet de la Somme le 30 mars 2016 prévoit notamment la fusion des communautés de communes du Pays Hamois et celle du Pays Neslois, afin de constituer une intercommunalité de 42 communes groupant 20 822 habitants, et précise qu'il « s'agit d'un bassin de vie cohérent dans lequel existent déjà des migrations pendulaires entre Ham et Nesle. Ainsi Ham offre des équipements culturels, scolaires et sportifs (médiathèque et auditorium de musique de grande capacité, lycée professionnel, complexe nautique), tandis que Nesle est la commune d'accueil de grandes entreprises de l'agroalimentaire ainsi que de leurs sous-traitants ».
La fusion intervient le 1er janvier 2017 et la nouvelle structure, dont la commune fait désormais partie, prend le nom de communauté de communes de l'Est de la Somme,.

### Politique locale
La municipalité a décidé en 2017 de doter la commune d'installations de vidéosurveillance.

### Liste des maires
| Période                                  | Période                   | Identité              | Étiquette            | Qualité                                      |
| ---------------------------------------- | ------------------------- | --------------------- | -------------------- | -------------------------------------------- |
| Les données manquantes sont à compléter. |                           |                       |                      |                                              |
| 1959                                     | 1965                      | M. Demay              |                      | Agriculteur                                  |
| 1965                                     | 1975                      | Roger Froissart       |                      | Artisan peintre. Démission                   |
| juillet 1975                             | 2008                      | Pierre Sauveaux       |                      | Retraité                                     |
| 2008                                     | avril 2014                | Jean-Denis Faucquenoy | UMP                  | Chef d'entreprise                            |
| avril 2014                               | En cours (au 8 mars 2021) | Jean-Pierre Lemaître  | SE puis bonapartiste | Retraité EDF Réélu pour le mandat 2020-2026, |

## Population et société

### Démographie
L'évolution du nombre d'habitants est connue à travers les recensements de la population effectués dans la commune depuis 1793. Pour les communes de moins de 10 000 habitants, une enquête de recensement portant sur toute la population est réalisée tous les cinq ans, les populations de référence des années intermédiaires étant quant à elles estimées par interpolation ou extrapolation. Pour la commune, le premier recensement exhaustif entrant dans le cadre du nouveau dispositif a été réalisé en 2007.

En 2022, la commune comptait 592 habitants, en évolution de −3,11 % par rapport à 2016 (Somme : −1,26 %, France hors Mayotte : +2,11 %).
| 1793 | 1800 | 1806 | 1821 | 1831 | 1836 | 1841 | 1846 | 1851 |
| ---- | ---- | ---- | ---- | ---- | ---- | ---- | ---- | ---- |
| 78   | 637  | 675  | 717  | 709  | 784  | 867  | 846  | 821  |

| 1856 | 1861 | 1866 | 1872 | 1876 | 1881 | 1886 | 1891 | 1896 |
| ---- | ---- | ---- | ---- | ---- | ---- | ---- | ---- | ---- |
| 816  | 845  | 862  | 848  | 825  | 812  | 806  | 785  | 814  |

| 1901 | 1906 | 1911 | 1921 | 1926 | 1931 | 1936 | 1946 | 1954 |
| ---- | ---- | ---- | ---- | ---- | ---- | ---- | ---- | ---- |
| 818  | 813  | 802  | 639  | 683  | 630  | 604  | 518  | 568  |

| 1962 | 1968 | 1975 | 1982 | 1990 | 1999 | 2006 | 2007 | 2012 |
| ---- | ---- | ---- | ---- | ---- | ---- | ---- | ---- | ---- |
| 586  | 551  | 562  | 636  | 619  | 592  | 592  | 592  | 618  |

| 2017 | 2022 | - | - | - | - | - | - | - |
| ---- | ---- | - | - | - | - | - | - | - |
| 603  | 592  | - | - | - | - | - | - | - |

### Enseignement
Les enfants de la commune sont scolarisés par un regroupement pédagogique intercommunal (RPI) qui rassemble en 2018 les écoles de Voyennes (maternelle et CM1-CM2), de Matigny (CE2 et CM1) et Sancourt (CP-CE1). Toutefois, le syndicat intercommunal qui gère cette structure construit à Monchy-Lagache les locaux d'un regroupement pédagogique concentré (RPC) qui rassemblera l'ensemble des enfants à la rentrée 2019.
La municipalité critique ce choix, estimant que le transport des enfants à Monchy-Lagache coûtera cher, et le maire souhaite que les enfants soient scolarisés à Nesle, la commune quittant alors le syndicat intercommunal scolaire des 9 clochers (SISCO), qui regroupe en 2018 Croix-Moligneaux, Douilly, Matigny, Offoy, Quivières, Sancourt, Ugny-l'Équipée, Voyennes et Y.
L'école de Voyennes, désaffectée à la rentrée de 2019, servira à étendre les locaux de la mairie, le surplus étant transformé en logement communal.

### Manifestations culturelles et festivités
Plusieurs associations dans le village développent une offre culturelle diversifiée ainsi que diverses manifestations (une vingtaine) tout au long de l'année. La culture est au centre des préoccupations communales et de l'intercommunalité[réf. nécessaire].
- Le salon des collectionneurs qui a pour but de favoriser les échanges entre collectionneurs, la vente et l'achat de biens de collections. Ce salon se déroule tous les ans le 3e dimanche de février.
- Prémices d'été, salon des peintres annuel, le 3e week-end de juin. Il a pour but d'apporter la culture dans le monde rural et se veut être un tremplin pour les peintres régionaux afin qu'ils acquièrent de la notoriété. Plusieurs peintres cotés sont invités chaque année.
- La fête communale existe depuis la Seconde Guerre mondiale. Elle a lieu tous les ans, le dernier week-end du mois d'août. La fête veut rassembler l'ensemble des habitants, des associations et collectivités locales afin de profiter d'un moment de convivialité. La manifestation s'est développée au fur et à mesure des années pour maintenant se tenir sur quatre jours (du vendredi au lundi).
- Le salon du modélisme organisé le premier week-end d'octobre rassemble les amoureux du modélisme et du modèle réduit.
- Des salons d'ateliers créatifs sont organisés deux fois par an, à la suite de la demande des clubs et associations locales.
- À Voyennes, les géants sont présents et animent la fête communale tous les ans[42].
- Une importante association de pêche, la Perche, siège à  Voyennes[43]. Des rempoissonnements sont effectués dans l'étang communal et les trois étangs de la société « La Perche » : gardons, sandres, black-bass, carassins, brochets, tanches et perches sont déversés à la saison d'automne[44].

## Économie
Avec ses quatre fermes en activité[Quand ?], ses maraîchers et ses commerces, Voyennes est aujourd'hui un village dynamique qui a su exploiter au mieux la richesse de sa nature.

## Culture locale et patrimoine

### Lieux et monuments

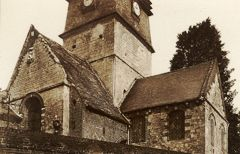
L'ancienne église romane de Voyennes, avant sa destruction pendant la Première Guerre mondiale.

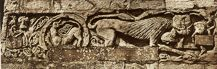
Bas-relief, dernier vestige de l'église romane.

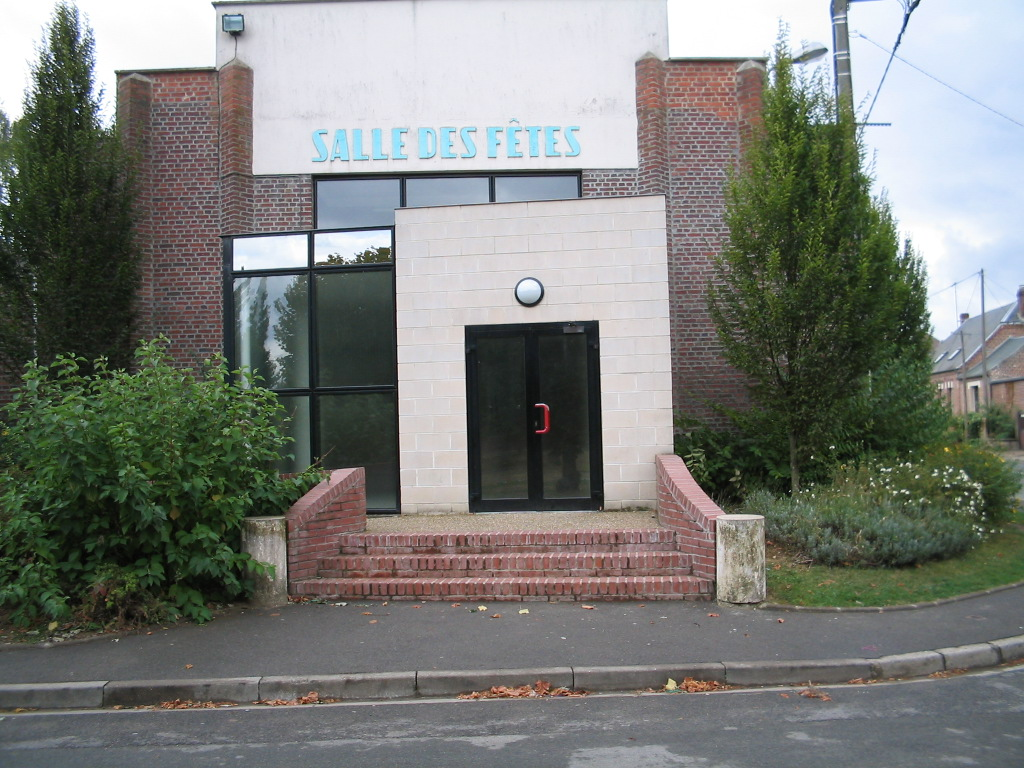
Salle des fêtes de Voyennes.

- L'église moderne Saint-Étienne

Avant la guerre 1914-1918, l'église, vocable Saint-Étienne, était un précieux monument d'époque romane, riche de moulures dentelées autour des fenêtres et d'un magnifique bas-relief en pierre bleue sur le pignon du portail,,. Il reste de l'ancienne église, un bas-relief en pierre, témoin de la splendeur de ce monument.
L'église de Voyennes, qui avait subi des dégâts pendant la guerre franco-allemande de 1870, a servi d'infirmerie dès 1914 aux troupes allemandes, avant d'être détruite lors des épisodes de la bataille de la Somme.
Elle fut reconstruite en 1928, dans un style assez proche de l'original, les dommages de guerre permirent une reconstruction plutôt satisfaisante. La bénédiction des cloches eut lieu le 16 septembre 1928. Un document d'époque nous donne leurs noms ainsi que leurs caractéristiques (Jeanne d'Arc, 450 kg ; Etiennette, 320 kg ; Victoire, 230 kg).
L'église a été de nouveau détruite en 1940 par un bombardement aérien. L'église actuelle a été rebâtie en 1955 sur le même emplacement, à côté du monument aux morts.
- La grotte à la Vierge

En 1961, un Voyennois entreprit, avec quelques amis, la construction d'une grotte dédiée à Marie à proximité de l'église.
- Le monument aux morts

Le projet de monument fut accepté par le maire de Voyennes le 6 novembre 1921, le dessin est le fruit d'un architecte d'Amiens.
Le 21 mai 1922 eut lieu l'inauguration du monument élevé à la mémoire des enfants de la commune morts pour la France ; cet évènement est largement représenté par des cartes postales de l'époque. À l'occasion de cette inauguration, une messe fut donnée par Mgr l'évêque, dans l'église détruite.
Le monument aux morts de Voyennes fut le premier monument inauguré de la région. Ce monument porte la Croix de guerre comme beaucoup d'entre eux dans le département de la Somme.
- Les hardines

En allant vers le hameau de Buny, autrefois indépendant, on peut apercevoir les hardines, cultures de marais qui subsistent encore de ce côté de la Somme.  Certaines hardines (jardins de marais) sont encore visibles aujourd'hui le long des étangs communaux gérés par la Société de pêche (450 membres pour 600 habitants).
- La Ronde des Templiers, circuit pédestre de 3,5 km dans la vallée de la Somme, à la rencontre de la fée des marais, statue de cinq mètres de haut[48].
- La Somme
- Les étangs et canaux. Des parts de pêche sont louées au profit de la commune dans l'étang dont les berges sont consolidées par des planches pour la sécurité[49].
- Élevage d'escargots.
- Calvaires des routes de Nesle, Ham et d'Hombleux.

Monuments détruits par les guerres
Beaucoup de monuments, de sites et d'entreprises n'ont pas résisté aux assauts des guerres successives qui se sont déroulées à Voyennes. On peut lister aujourd'hui la disparition de :
- la sucrerie ;
- la briqueterie ;
- le château de Voyennes ; situé à Buny, il est complètement détruit au cours de la Première Guerre mondiale[50] ;
- le port du canal ;
- les bâtiments ferroviaires.

### Personnalités liées à la commune
- André Audinot (1933-1986), député de la Somme, vivait à Voyennes.
- Michel Dancoisne-Martineau (1965-....), actuel conservateur des Domaines français de Sainte-Hélène.